# Journeys from Gospel Oak
| Recensione | Giudizio |
| ---------- | -------- |
| AllMusic   | [ 1 ]    |

Journeys from Gospel Oak è un album discografico a nome di Ian Matthews, pubblicato dall'etichetta discografica Mooncrest Records nell'agosto del 1974.
Registrato nel 1972, l'album doveva essere pubblicato dalla Vertigo Records, ma a causa di vari imprevisti non fu realizzato, i nastri in seguito furono venduti alla Mooncrest Records che pubblicò il disco solo nel 1974.

## Tracce
Lato A
1. Knowing the Game – 2:33 (Ian Matthews)
2. Polly – 4:02 (Gene Clark)
3. Things You Gave Me – 2:30 (Tim Hardin)
4. Mobile Blue – 3:27 (Mickey Newbury)
5. Tribute to Hank Williams – 2:47 (Tim Hardin)

Durata totale: 15:19
Lato B
1. Met Her on a Plane – 3:33 (Jimmy Webb)
2. Bride 1945 – 3:07 (Paul Siebel)
3. Franklin Avenue – 2:48 (Ian Matthews)
4. Do Right Woman – 3:34 (Chips Moman, Dan Penn)
5. Sing Me Back Home – 3:37 (Merle Haggard)

Durata totale: 16:39
Edizione CD del 2006, pubblicato dalla Castle Music Records (CMQCD1413)
1. Knowing the Game – 2:33 (Ian Matthews)
2. Polly – 4:01 (Gene Clark)
3. Things You Gave Me – 2:30 (Tim Hardin)
4. Mobile Blue – 3:25 (Mickey Newbury)
5. Tribute to Hank Williams – 2:45 (Tim Hardin)
6. Met Her on a Plane – 3:32 (Jimmy Webb)
7. Bride 1945 – 3:06 (Paul Siebel)
8. Franklin Avenue – 2:47 (Ian Matthews)
9. Do Right Woman – 3:33 (Chips Moman, Dan Penn)
10. Sing Me Back Home – 3:36 (Merle Haggard)
11. Met Her on a Plane – 3:19 (Jimmy Webb) – Bonus Track - 7" Single Mix
12. Devil in Disguise – 2:24 (Chris Hillman, Gram Parsons) – Bonus Track - Album Outtake
13. Knowing the Game – 3:47 (Ian Matthews) – Bonus Track - 2006 Re-Recording
14. Polly – 3:54 (Gene Clark) – Bonus Track - 2006 Re-Recording
15. Franklin Avenue – 3:03 (Ian Matthews) – Bonus Track - 2006 Re-Recording
16. Tribute to Hank Williams – 2:19 (Tim Hardin) – Bonus Track - 2006 Re-Recording
17. Devil in Disguise – 3:27 (Chris Hillman, Gram Parsons) – Bonus Track - 2006 Re-Recording

Durata totale: 54:01

## Musicisti
- Ian Matthews - voce, chitarra
- Andy Roberts - accordion, chitarra
- Jerry Donahue - chitarra elettrica, chitarra acustica
- Pat Donaldson - basso
- Timmy Donald - batteria

Note aggiuntive
- Sandy Roberton - produttore
- Registrato al Sound Techniques di Londra (Inghilterra) nel novembre del 1972
- Jerry Boys - ingegnere delle registrazioni
- Frank Sansom - art director
- Product Promotion - artwork[3]